# Pastellgrundel
Die Pastellgrundel oder Schwanzfleck-Schläfergrundel (Tateurndina ocellicauda) aus Papua-Neuguinea ist eine kleinere freischwimmende Süßwasser-Grundel aus der Familie der Schläfergrundeln (Eleotridae). Aufgrund ihrer Farbigkeit ist sie ein beliebter Aquarienfisch.

## Merkmale
Die Pastellgrundeln werden bis zu sieben Zentimeter lang. Ausgewachsene, alte Männchen haben einen ausgeprägten, bulligen Kopf, Weibchen weisen einen rundlichen Körper auf. Die Afterflosse der Weibchen ist schwarz gerandet, dieses Unterscheidungsmerkmal tritt jedoch bei einigen Aquarienpopulationen nicht auf.
Die nächsten Verwandten der Pastellgrundel aus der monotypischen Gattung Tateurndina sind einige Arten aus der Gattung Mogurnda.

## Verbreitung
Die Grundeln leben im östlichen Papua-Neuguinea, nördlich des Owen-Stanley-Gebirges in kleinen Regenwaldbächen mit kiesigem Grund und Unterwasservegetation.

## Lebensweise

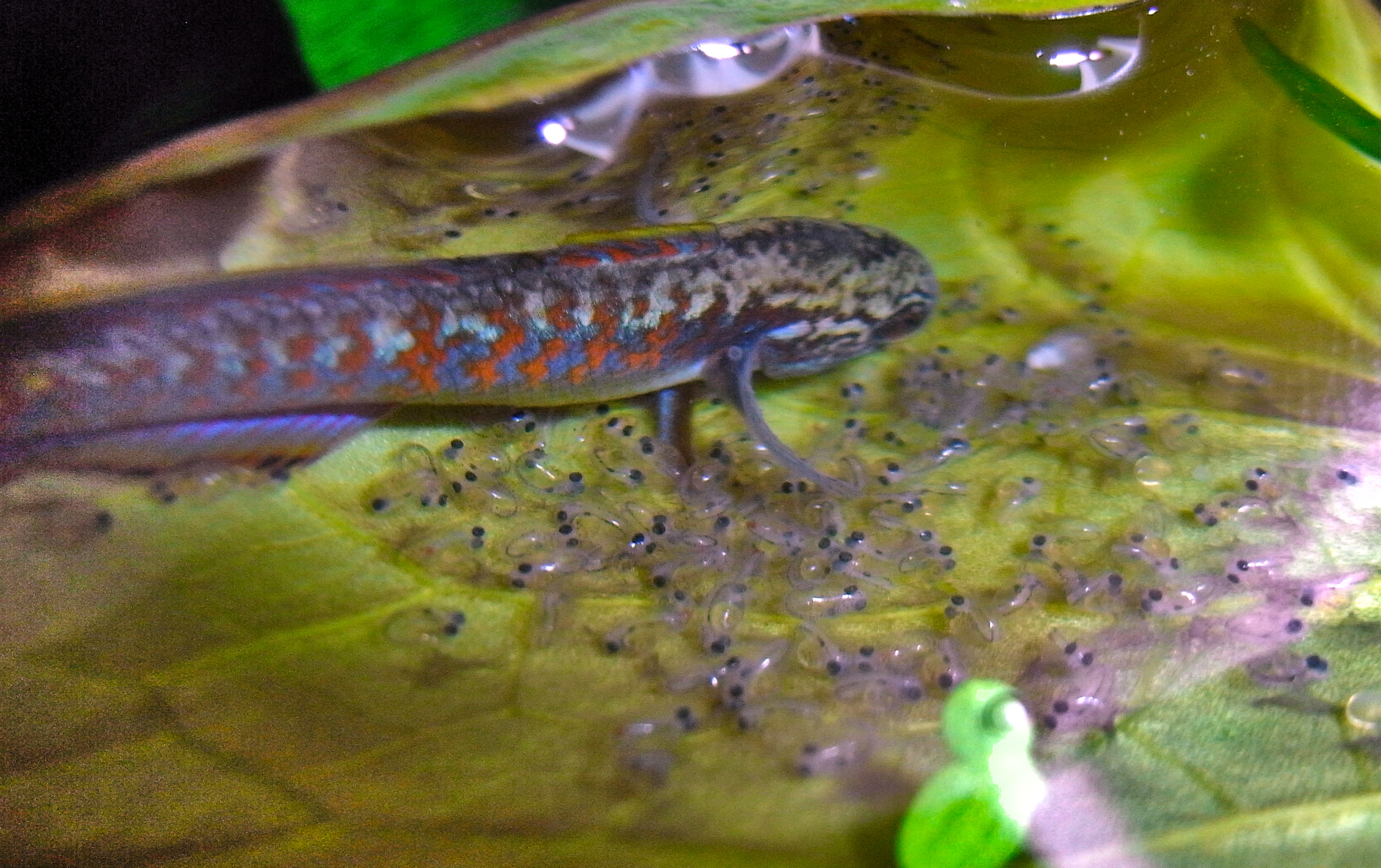
Männchen bewacht das Gelege

Von der natürlichen Lebensweise ist wenig bekannt. Es wird berichtet, dass die Pastellgrundeln sich in Gruppen im freien Wasser, aber in der Nähe des Bodengrundes aufhalten. Bei Störung fliehen sie in die Vegetation am Rande des Gewässers.
Im Aquarium stellen sie keine besonderen Ansprüche an die Temperatur, die Härte, oder den pH-Wert. Sie bevorzugen carnivores Futter von Wirbellosen. Die Fortpflanzung erfolgt, nachdem ein Paar einen geeigneten Versteckplatz gefunden hat. Das Weibchen legt 40 bis 200 Eier dicht nebeneinander auf eine harte Oberfläche. Das Männchen bewacht das Gelege in unmittelbarer Nähe, wobei es mit den Brustflossen frisches Wasser zufächert, und kommt kaum zum Fressen. Die voll entwickelten Larven schlüpfen nach etwa 10 Tagen. Pastellgrundeln sind zurückhaltend und friedlich, manchmal kommt es jedoch vor, dass sie anderen, kleinen Fischen Flossen anknabbern.